# Långgrynnan (i Norra Gloppet, Korsholm)
Långgrynnan är en ö i Finland.   Den ligger i den ekonomiska regionen  Vasa  och landskapet Österbotten, i den västra delen av landet, 400 km nordväst om huvudstaden Helsingfors.